# Calle de Avinyó
La calle de Avinyó (o Aviñó) se encuentra en el Barrio Gótico, en el distrito de Ciutat Vella, en Barcelona. Su nombre proviene de una familia catalana, a la que pertenecieron diversos personajes de relevancia para la historia de la ciudad entre los siglos xiv y xv.

## Historia

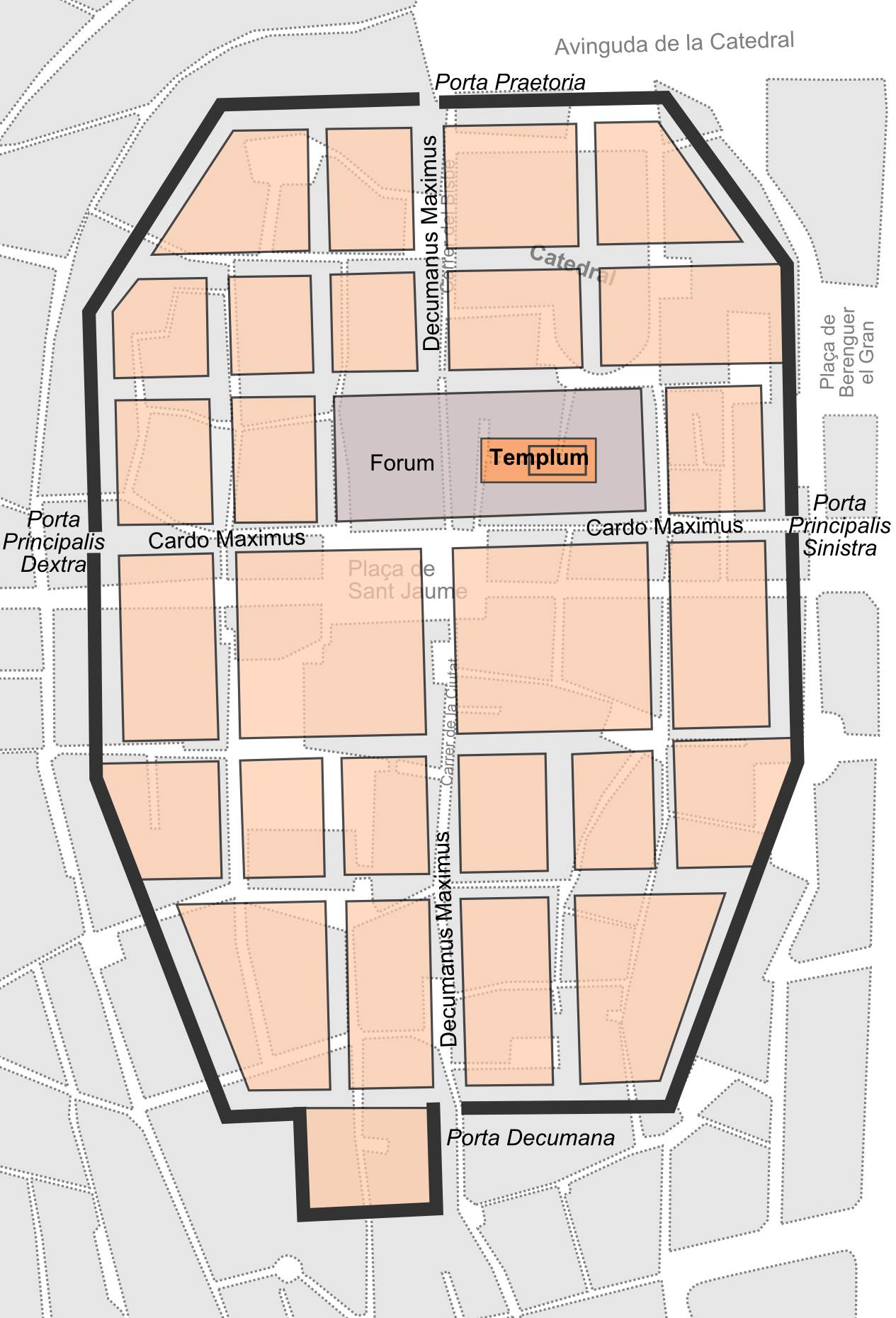
Plano de Barcino, donde la calle Avinyó estaba ocupada por la muralla occidental de la ciudad

La calle lleva el nombre de Avinyó desde 1840. Antes había recibido los nombres de 18 de Julio, Pou de l'Aldà y Calderes Velles, retrospectivamente. El nombre proviene de una familia de época medieval, de la que destaca Lluís d'Avinyó, autor de una Història de Catalunya en el siglo xv.
La calle de Avinyó se encuentra en lo que era el margen occidental de la antigua ciudad romana de Barcino, por donde transcurría la primera de las murallas construidas para proteger la ciudad, de la que sin embargo no quedan apenas restos. En el interior de un restaurante, en el número 19 de la calle, se conservan algunos restos de una de las torres de la muralla. En la confluencia de las actuales calles de Avinyó y Ferran se encontraba una de las puertas de la ciudad, la Porta Principalis Dextra.
Hasta principios del siglo xx empezaba al final de la calle Baños Nuevos y terminaba en el cruce de la bajada de la Condesa de Sobradiel. La parte hasta la calle Ancha pertenecía entonces a la calle Escudellers, que comenzaba en la plaza del Teatro, junto a la Rambla, lo que le confería una forma de L. En 1920 se hizo un trazado más racional y se extendió la calle de Avinyó hasta la calle Ancha, terminando Escudellers en la intersección con Avinyó, a la altura de Condesa de Sobradiel.
La calle de Avinyó fue hasta el siglo xix una zona residencial donde vivían familias de la burguesía y la aristocracia, por lo que abundaban las casas señoriales. Sin embargo, el traslado de las clases acomodadas al nuevo distrito del Ensanche supuso el inicio de una cierta degradación de la zona.
En el número 56 de esta calle vivió el dramaturgo Frederic Soler, más conocido por el seudónimo Serafí Pitarra. Una placa en el portal de este edificio recuerda tal circunstancia.
En esta calle (en el número 44), había un burdel que solía frecuentar Pablo Picasso, conocido como «Ca la Mercè», en el que se inspiró para pintar su célebre cuadro Las señoritas de Avignon (1907, Museum of Modern Art, Nueva York), escrito tradicionalmente con esa grafía porque se pensaba erróneamente que aludía a la ciudad francesa de Aviñón.
En el número 27 tuvo su sede una logia masónica en la década de 1930, espiada por el presbítero Juan Tusquets y por su secretario y también sacerdote Joaquín Guiu desde la casa de la tía del primero, que regentaba una farmacia.

## Monumentos

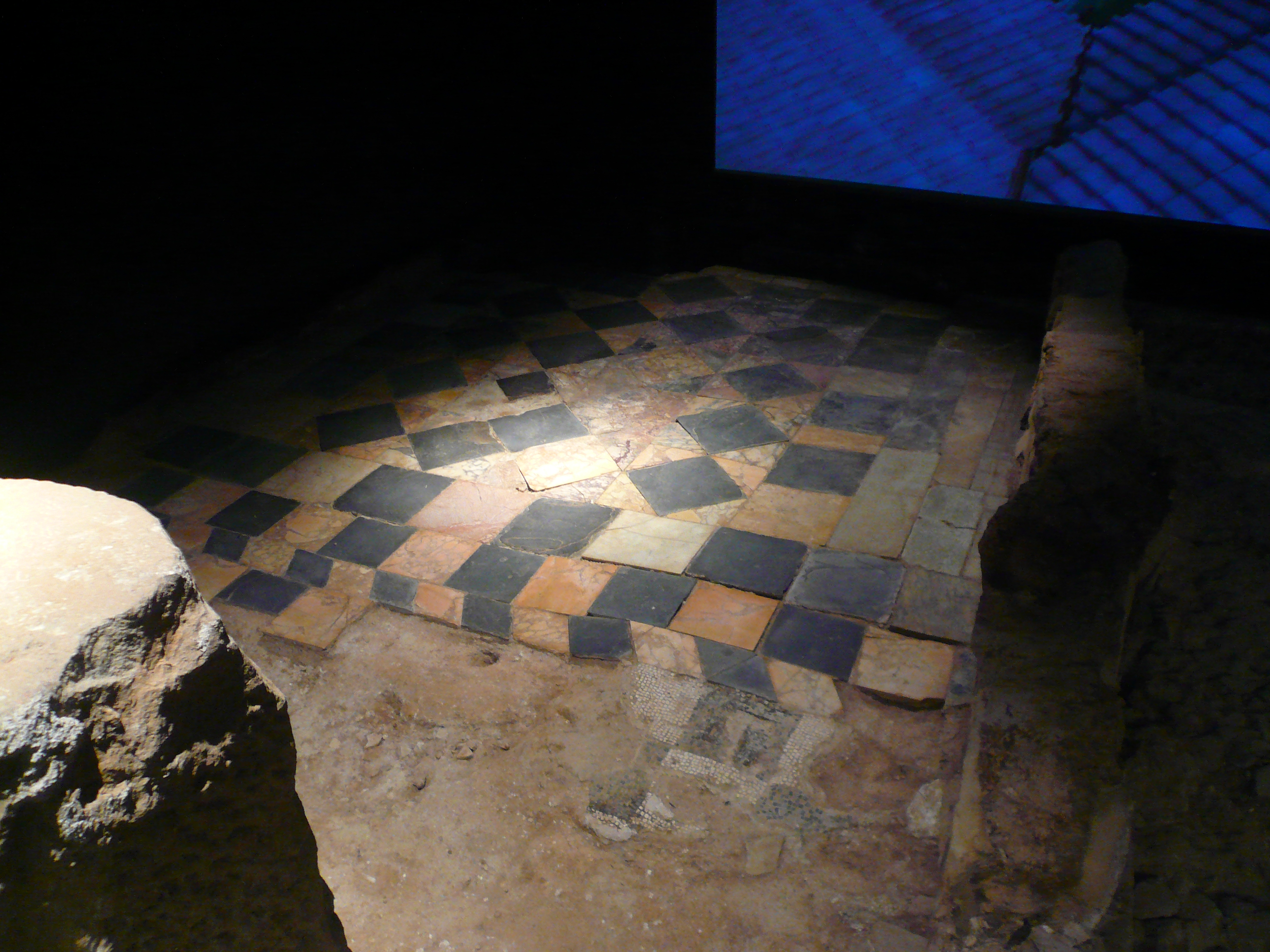
Restos arqueológicos de la Domus Avinyó

Uno de los edificios más emblemáticos de la calle de Avinyó (n.º 23) es el Casino Mercantil o Bolsín (1881-1883), de Tiberi Sabater, desde 1939 sede de la Escuela de la Lonja. Es un edificio ecléctico de corte clásico que combina elementos renacentistas con los órdenes clásicos grecorromanos; en la fachada se hallan dos esculturas en alegoría del Comercio y la Industria, obra de Rossend Nobas y Joan Roig i Solé.
En el número 15 se encuentra la Domus Avinyó, unos restos arqueológicos de una antigua casa romana (domus) englobados en el conjunto expositivo del Museo de Historia de Barcelona. Los restos fueron hallados en 2004 durante las obras de rehabilitación de un edificio de propiedad municipal. Corresponden a una casa romana que estuvo habitada entre los siglos i y v, que incluyen un conjunto de pintura mural de gran calidad, único hallado hasta entonces en la ciudad.
Otros edificios de interés son:
- Casa dels Quatre Rius (n.º 30): casa señorial del siglo xviii, obra de Jaume Fàbregues, que presenta en su fachada uno de los conjuntos de esgrafiados de estilo barroco más importantes de la ciudad. En ellos están representados los ríos Danubio, Nilo, Ganges y Río de la Plata como representantes de los cuatro principales continentes —de ahí el nombre del edificio—, junto a diversas alegorías de las artes (Cerámica, Música, Pintura y Escultura). Actualmente es un hotel.[4]

- Primera Central Telefónica (n.º 11-13): edificio modernista de Pedro Falqués (1906) que albergó la primera central de teléfonos de la ciudad; actualmente es un hostal.[12]

- Colegio Sagrada Familia de Urgel (n.º 20): edificio neoclásico del siglo xix, con un portal de arco escarzano y decoración de tipo academicista. Entre 1858 y 1867 albergó una escuela de escolapias y, desde 1909, un colegio y residencia de chicas.[13]

- Hostal Avinyó (n.º 42): edificio de 1859 de plantas jerarquizadas, con un primer piso de balcón corrido, un segundo de balcones individuales sobre ménsulas y otros dos de balcones sencillos. Desde 2008 se llama Hostal Barcelona Quartier Gothic.[14]

- Edificio del n.º 22: de estilo modernista, destaca por sus balcones de formas onduladas y por su profusa ornamentación floral.[15]

- Edificio del n.º 26: del siglo xviii, tiene una estrecha fachada dividida en dos ejes verticales, el de la izquierda con ventanas y el de la derecha con balcones. La decoración es de esgrafiado, muy deteriorado hoy día.[16]

- Edificio del n.º 44: del siglo xvii, tiene dos fachadas, con una posterior a la calle de Carabassa n.º 7. La de Avinyó, reformada en el siglo xix, presenta un rebozado de imitación de sillares. La de Carabassa fue reformada en el siglo xviii y presenta esgrafiados de motivos florales, además de un puente con el edificio de enfrente.[17]

- Edificio del n.º 52: del siglo xviii, tiene tres portales de arco escarzano en la fachada, el central de los cuales da acceso a un vestíbulo con una bóveda vaída y un patio interior con una escalera de grandes arcadas sobre columnas.[18]

- Edificio del n.º 58: construido en 1847, destaca por su patio, de planta cuadrada con decoración de estilo neoclásico, con una galería perimetral de columnas toscanas en la planta noble. En la fachada destacan los balcones con verjas de hierro de motivos neogóticos.[19]